# 1919 a jogalkotásban
1919-ben az alábbi jogszabályokat alkották meg:

## Magyarország

### Törvények
1919-ben egyetlen törvénycikket sem fogadtak el.